# Wilhelm Schultheis
Wilhelm (Willi) Schultheis (* 17. Juli 1923 in Kohlscheid; † 6. Januar 2010 in Herzogenrath) war deutscher Kommunalpolitiker (SPD) und Bürgermeister der Stadt Herzogenrath.
Der gebürtige Kohlscheider stammt aus einer Familie, die stark durch ihr demokratisches Gedankengut geprägt war. Dies führte dazu, dass die Familie Schultheis in den Jahren der Diktatur des „Dritten Reiches“ massive persönliche Nachteile erleiden musste. Nach Kriegsende setzte sich Wilhelm Schultheis aktiv für den Wiederaufbau seiner Heimat ein. So wurde er am 1. Februar 1946 Mitglied der SPD. Am 3. Juli 1946 zog er für seine Partei erstmals in den Rat der damaligen Gemeinde Kohlscheid ein. Hier wurde er am 9. November 1956 stellvertretender Bürgermeister. Nach dem Tode von E. Bremen übernahm er Ende 1958 das Amt des Bürgermeisters, welches er  bis März 1961 innehatte. Im November 1969 wurde er erneut zum ersten Bürger der Gemeinde Kohlscheid gewählt. Nach der kommunalen Neugliederung 1972 wurde er zum Bürgermeister der Stadt Herzogenrath gewählt. Dieses Amt gab er 1991 auf. 
Neben seinem Amt als Bürgermeister der Stadt Herzogenrath war er auch als Kreistagsabgeordneter des Kreises Aachen tätig. Dieses Amt übte er von 1953 bis 1956 sowie von 1969 bis 1975 aus. 
Wilhelm Schultheis war verheiratet und hatte vier Kinder.

## Ehrungen
- Ehrenring der Gemeinde Kohlscheid, 6. Juni 1969
- Goldene Nadel der Arbeiterwohlfahrt (AWO), 30. Juli 1975
- Ehrenring der Stadt Herzogenrath, 15. Mai 1979
- Bundesverdienstkreuz am Bande, August 1979
- Marie-Juchacz-Plakette der AWO, 13. Dezember 1986
- Bundesverdienstkreuz Erster Klasse, 2. März 1989
- Silberner Ehrenteller der Stadt Herzogenrath,  28. September 1989
- Ehrenbürger der Stadt Herzogenrath, 10. September 1991